# Jordi Cruijff
Jordi Cruijff (ur. 9 lutego 1974 w Amsterdamie) – holenderski trener i piłkarz, grający na pozycji pomocnika, a wcześniej napastnika. Jordi Cruijff jest synem Johana Cruijffa.

## Kariera klubowa
Jest wychowankiem szkółki piłkarskiej Ajaxu Amsterdam. Następnie trafił do zespołu FC Barcelona, ponieważ ojciec był wówczas trenerem drużyny. Po dobrych występach w zespole „B”, 4 września 1994 Jordi zadebiutował w Primera División w pierwszej drużynie, w przegranym 1-2 meczu ze Sportingiem Gijon. W barwach Barcelony zdobył superpuchar Hiszpanii w 1996 roku.
Johan odszedł ze stanowiska trenera katalońskiego klubu, a Jordi wyjechał do Premiership, aby zasilić szeregi Manchesteru United. Młody Cruijff chciał wyjść z cienia ojca i udowodnić, że umie grać w piłkę nie tylko dzięki nazwisku. W Manchesterze prześladowały go kontuzje i nie grał zbyt wiele, ale zdołał w sezonie 1998/1999 uzyskać potrójną koronę, przyczyniając się w mniejszym stopniu do zdobycia mistrzostwa Anglii, pucharu Anglii oraz zwycięstwa w Lidze Mistrzów.
W styczniu 1999 roku Cruijff został wypożyczony do hiszpańskiej Celty Vigo, gdzie rozegrał zaledwie osiem spotkań, strzelając jedną bramkę. Po sezonie wrócił do Manchesteru i pomógł klubowi w sezonie 1999/2000 wygrać kolejny krajowy tytuł mistrzowski.
W lecie 2000 roku kupiło go Deportivo Alavés. Z zespołem zaszedł aż do finału Pucharu UEFA, co było wówczas wielką sensacją. Alavés przegrało z Liverpoolem 4-5, w którym Cruyff zdobył jedną z bramek, a następnie spadło z ligi. Po trzyletnim pobycie w drużynie z Vitorii, holender przyjął ofertę RCD Espanyol. Jako gracz pericos nie sprawdził się, stąd też szybko został bez klubu.
Od 2004 roku znów występował w FC Barcelonie, tyle że w zespole „B”. Przez dwa lata zagrał w 31 meczach, trafiając do siatki rywala 9 razy.
W 2006 roku podpisał kontrakt z ukraińskim Metałurhiem Donieck, jednak nie osiągnął z klubem nic znaczącego.
Po dwóch latach spędzonych na Ukrainie przeniósł się do maltańskiego zespołu Valletta FC, gdzie został również asystentem trenera Paula Zammita.

## Sukcesy
FC Barcelona
- Superpuchar Hiszpanii (1) : 1996

 Manchester United
- Mistrzostwo Anglii (3) : 1997, 1999, 2000
- Puchar Anglii (1) : 1999
- Tarcza Wspólnoty (1) : 1997
- Liga Mistrzów UEFA (1) : 1999
- Puchar Interkontynentalny (1) : 1999

 Deportivo Alaves
- Finał Pucharu UEFA (1) : 2001